# 韓國海軍陸戰隊
大韓民國海軍陸戰隊（：／），通稱為韓國海軍陸戰隊（韩语：／ Hanguk Haebyeongdae），是韓國國軍中的海軍陸戰隊，負責兩棲作戰、對敵偵察任務、海上反恐任務、首爾西側防禦及離島防衛（如白翎島）。成立之初為獨立軍種，儘管在1973年後的海軍陸戰隊及其司令部在編制上改歸海軍作戰司令部管轄，但實際運作上仍相當獨立，與大部分國家的海軍陸戰隊不同，較偏向於美國海軍陸戰隊為獨立軍種在運作。
韓國海軍陸戰隊素以訓練嚴格艱苦、成員間向心力強而聞名。如「陸戰隊戰友會」（해병대전우회）等退伍陸戰隊員組成的民間團體在社會上具有相當的影響力。然而部隊中亦存在嚴密的不成文紀律規則和等級觀念，甚至進一步發展為高壓環境，或萌生霸凌等暴力行為，例如名為「期數列外」的特殊陋習。

## 歷史

### 建軍至韓戰

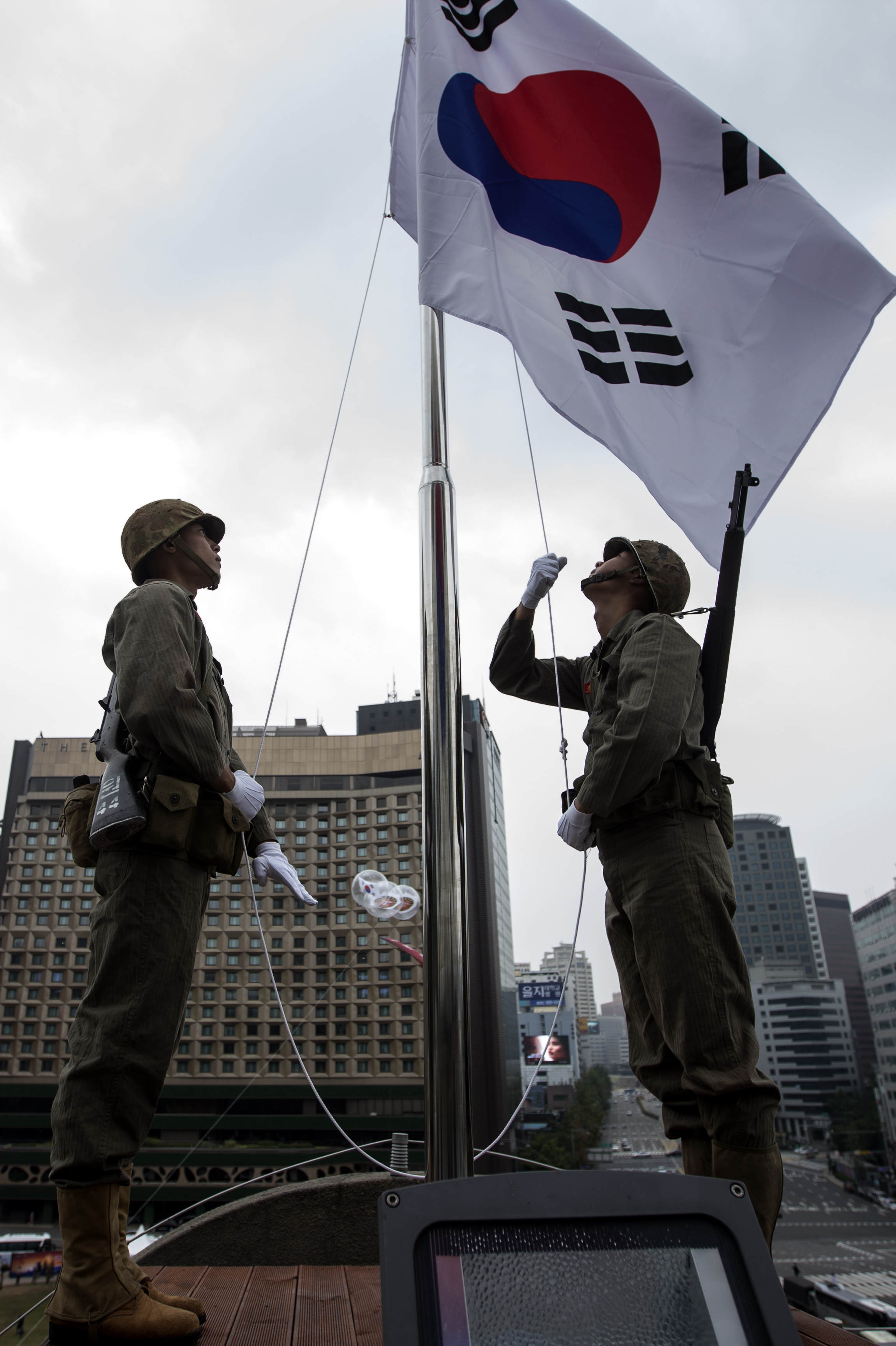
兩名身著韓戰時期韓國海軍陸戰隊制服的升旗者，攝於漢城收復64周年紀念式上，2014年9月28日

大韓民國海軍陸戰隊於1949年4月15日在鎮海的德山飛行場（덕산 비행장）建軍，成立之初約有隊員380人，以美國海軍陸戰隊作為藍本，申鉉俊中校經指派為首任司令官，並於同年7月1日升上校。陸戰隊成軍後分配到二戰期間大日本帝國陸軍遺留的武器，例如7.7毫米子彈的九九式輕機槍，並負責鎮壓晉州、濟州島等地疑似為共產黨的活動，之後更參與了韓戰的數場戰役，包括仁川登陸。

### 越戰

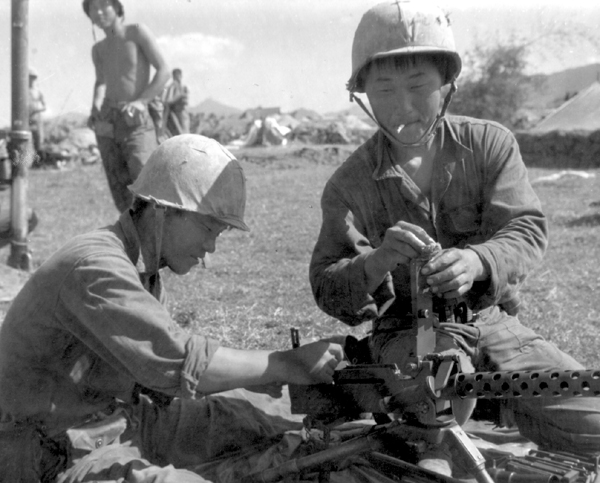
越南戰爭期間，韓國海軍陸戰隊員在南越綏和附近整備防禦陣地

韓國總統朴正熙在1960年代，曾經派遣國軍精銳部隊參加越南戰爭，以換取美國金援，進行對韓國軍隊的現代化，金額大約有10億美元。派赴越南的三支主要部隊中，除第2海軍陸戰旅（青龍旅，今為第2陸戰師）外，還包括韓國陸軍首都師（猛虎部隊）及第9步兵師（白馬部隊），此外亦有數支特種部隊被韓國派赴海外作戰。韓國陸軍的戰術責任區包括了南越第1戰術區的南半部，而韓國海軍陸戰隊則與該戰術區內的美國海軍陸戰隊、美國海軍海豹部隊部署在一起。
青龍旅在越南最有名的戰役是1967年2月，爆發於廣義省茶平村的茶平戰役（Battle of Tra Binh）。在以寡敵眾的局勢下，青龍旅第11連上尉連長丁京鎮（정경진）率領294名海軍陸戰隊員，擊退了多達2400人的越南人民軍第40營及第60營。
然而韓國海軍陸戰隊在越南的作戰，導致了一些具有爭議性的事件（甚至戰爭罪），包括了豐一與豐二屠殺、河美屠殺、以及韓越混血兒的問題。

### 1970年代及1980年代

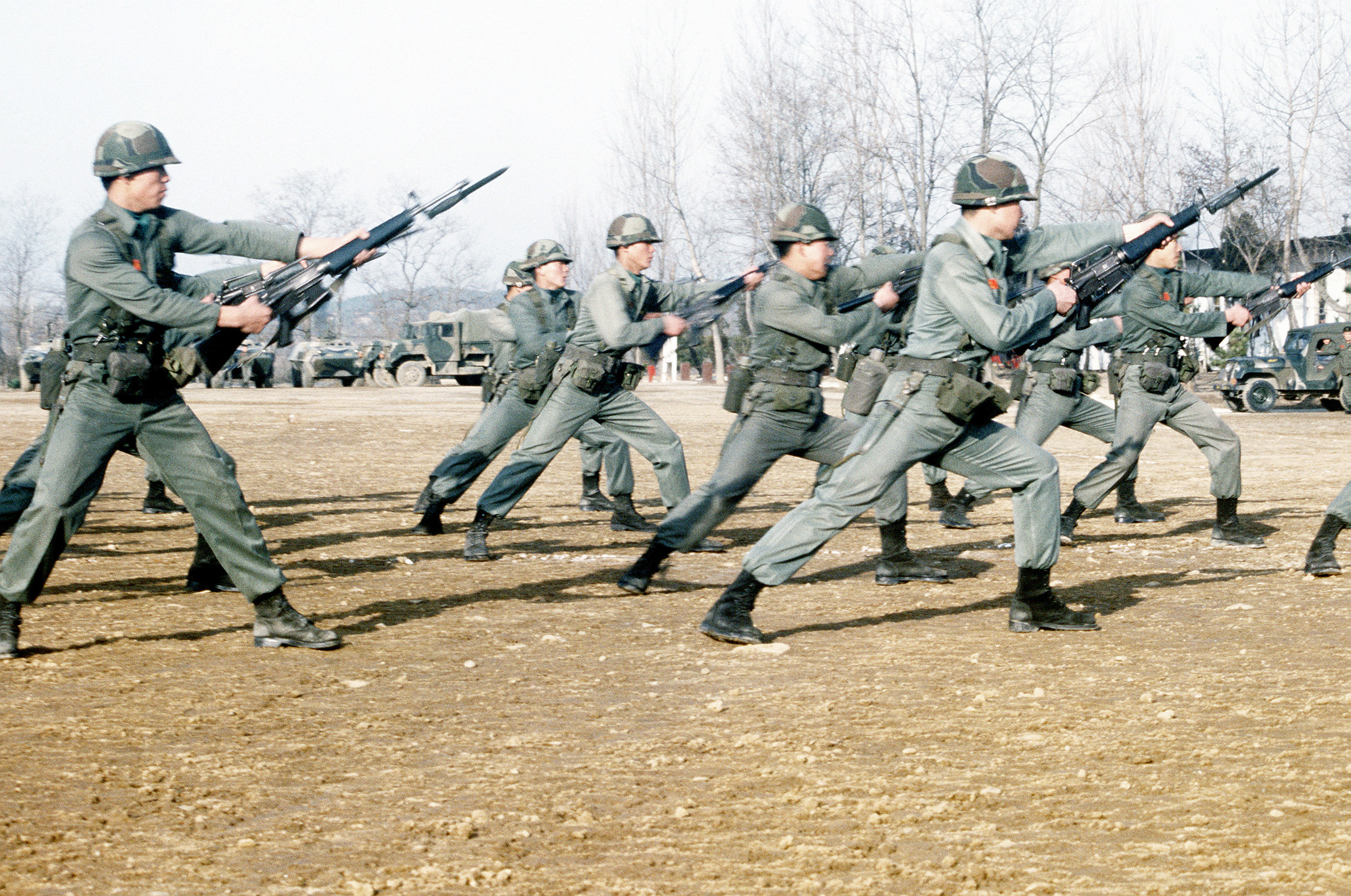
1983年韓國海軍陸戰隊刺槍術訓練

1973年，曾經是完全獨立軍種的韓國海軍陸戰隊，納入韓國海軍的體系內。1974年第1海軍陸戰師師長李東用（이동용）使其下一個團內的3個營分別專職空降、兩棲滲透、突擊。這樣的分類在後來類推運用至海軍陸戰隊的所有單位。
海軍陸戰隊司令部在1987年經過重新整頓。

### 2010年代

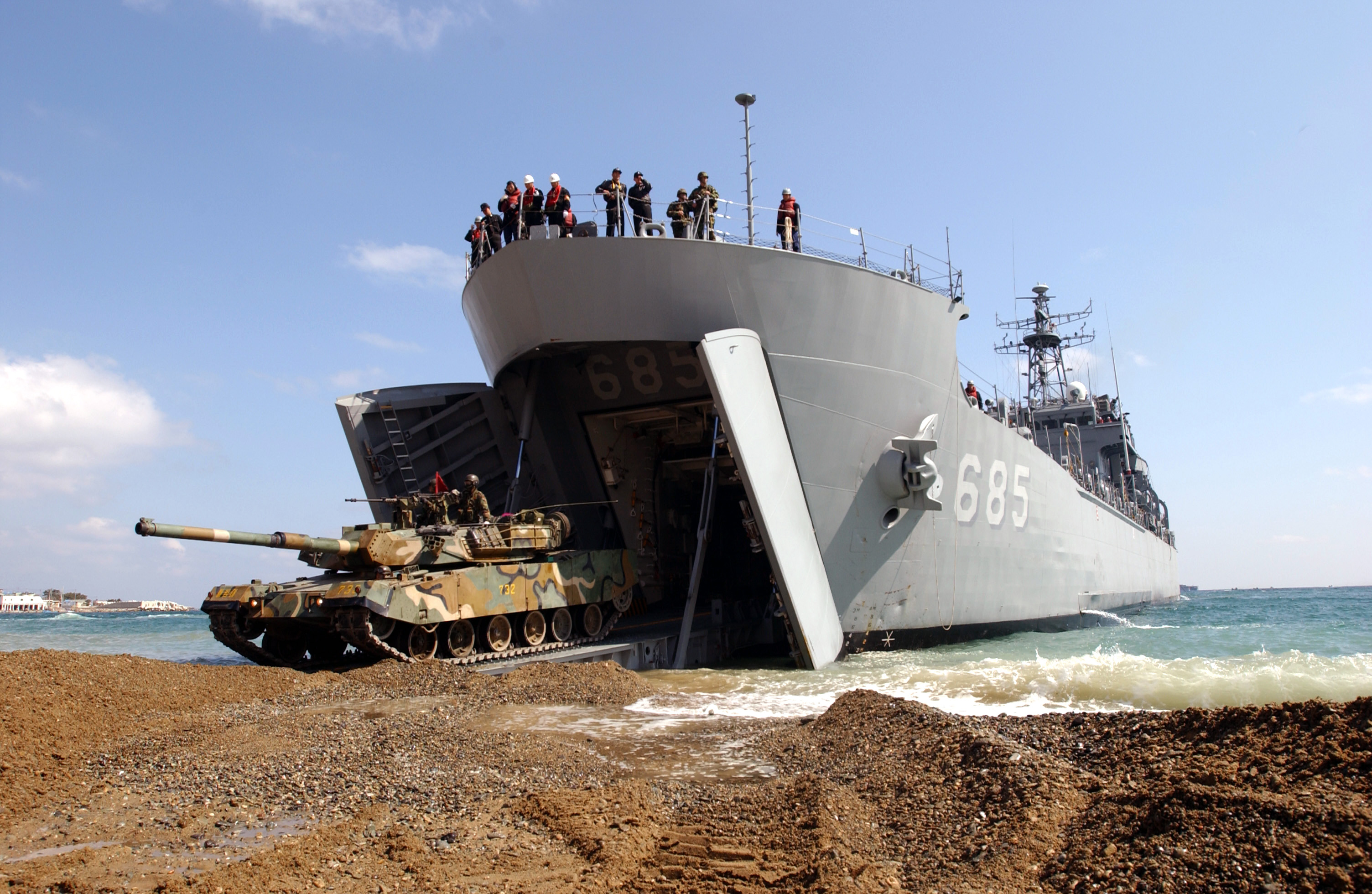
韓國海軍陸戰隊的坦克和兩棲登陸艦

2010年11月23日的延坪島炮擊事件中，韓國海軍陸戰隊的延坪島駐軍曾與朝鮮人民軍陸軍交火。在該事件後，2005年制定的「國防改革2020」調整案中，將海軍陸戰隊規模縮減的方案遭到韓國政府取消，反而由於之後制定的國防改革307計畫，使海軍陸戰隊在韓國西北部離島部署了新型的火炮探測雷達（ARTHUR artillery hunting radar）和敵方火砲定位系統（Hostile Artillery Locating System），取代在延坪島炮擊前無法正常運作的舊型雷達。也由於該項計畫，使韓國海軍陸戰隊司令在2011年6月15日成立的西北島嶼防衛司令部中得以兼任司令官，能指揮該司令部內下轄的韓國陸軍、海軍及空軍單位配合行動。
除此之外，國防改革307計畫尚打算加強白翎島、延坪島、大青島、小青島和隅島等5座西北離島至2015年的防禦，包括了建構壕溝和可供坦克、K9式榴彈自走砲、K10彈藥補給車和島民使用的地下碉堡，並派駐反坦克飛彈部隊、在駐紮白翎島的第6海軍陸戰旅之下增設AH-1眼鏡蛇直升機部隊、擴大延坪島各連級、營級部隊中的砲兵單位規模，亦將西北諸島的海軍陸戰隊駐兵增派1,000人。

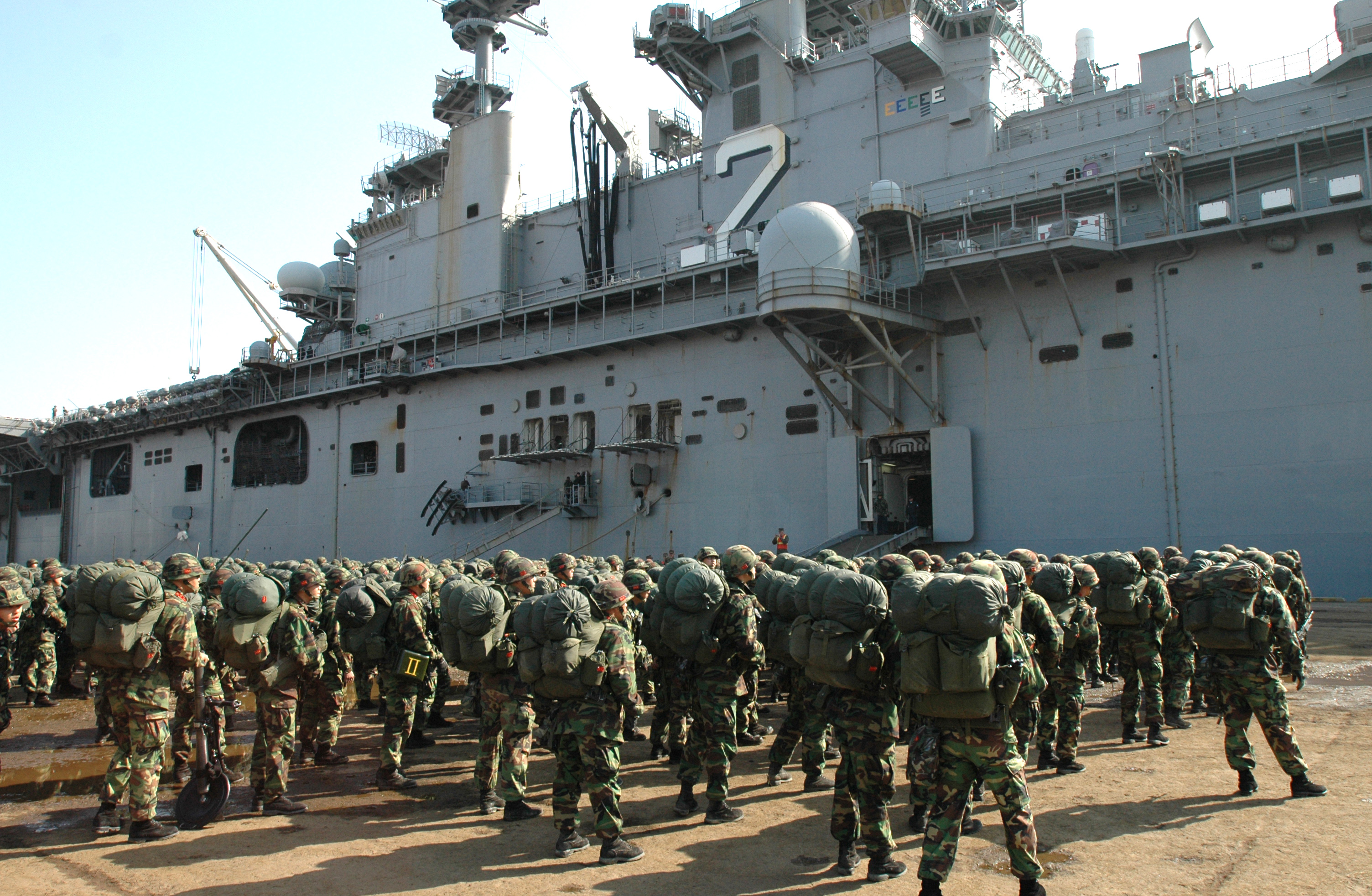
2007年鷂鷹演習中，韓國海軍陸戰隊員在浦項準備登上美國海軍的埃塞克斯號兩棲攻擊艦

韓國海軍陸戰隊員與泰國皇家海軍陸戰隊隊員於泰國中部的羅勇府聯合參加灘頭軍演，2014年2月。

2011年6月23日，韓國國會通過一項法案，聲明海軍陸戰隊司令官可以動用陸戰隊的人事管理權（在此之前，此管理權僅有海軍參謀總長才可動用），並將韓國海軍陸戰隊的主要任務定位，從配合海軍的「海上作戰」改為「兩棲作戰」、立法使海軍陸戰隊司令成為聯合參謀本部的正式成員、將制定陸戰隊軍服式樣的權力由海軍參謀總長移交給海軍陸戰隊司令、並規定海軍陸戰隊司令可以動用軍需品的管理權。在將作戰任務從海軍任務分離後，韓國海軍陸戰隊在成為「國家戰略機動部隊」（-{National
Strategic Mobile Force}-）的路上，又跨越了一個里程碑。該法案於10月15日生效，在那之前，海軍陸戰隊官兵的服役紀錄於10月13日即由海軍交還給陸戰隊、而早在10月1日起，陸戰隊制服也開始改採與陸海空三用制式制服不同的新款式，使用海灘、海沙與海藻的顏色，以配合海軍陸戰隊進行兩棲作戰時的環境。
2012年6月4日，韓國防部長批准了海軍陸戰隊增購32架兩棲用直升機的計畫，以因應即將在2017年至2020年間成立的海軍陸戰隊航空團，包括其下的2個機動直升機營及1個攻擊直升機營，各由一位中校出任營長。

## 組織
韓國海軍陸戰隊擁有約2萬8千名官兵，編為兩個師和兩個旅，主要負責保衛韓國離島，及在海軍艦艇、水面艦及飛機支援下執行登陸作戰。韓海軍陸戰隊擁有進行陸上作戰、應對特殊戰況、設施防禦、支援維安的多種能力。在執行兩棲作戰時，陸戰隊擁有多樣化的裝備，包括可以自主提供火力支援的兩棲突擊載具）。在2000年美韓聯合舉行的年度軍演——鷂鷹演習中，美韓兩國海軍陸戰部隊，從美海軍第七艦隊常駐日本的兩棲戰鬥備群（Amphibious Ready Group）船艦上進行兩棲攻擊。

### 編
| 中文 | 諺文 | 朝鮮漢字 | 英文 |
| ---- | ---- | -------- | ---- |
| 師   | 사단 |          |      |
| 旅   | 여단 |          |      |
| 團   | 연대 |          |      |
| 營   | 대대 |          |      |
| 連   | 중대 |          |      |
| 排   | 소대 |          |      |
| 班   | 분대 |          |      |

### 架構

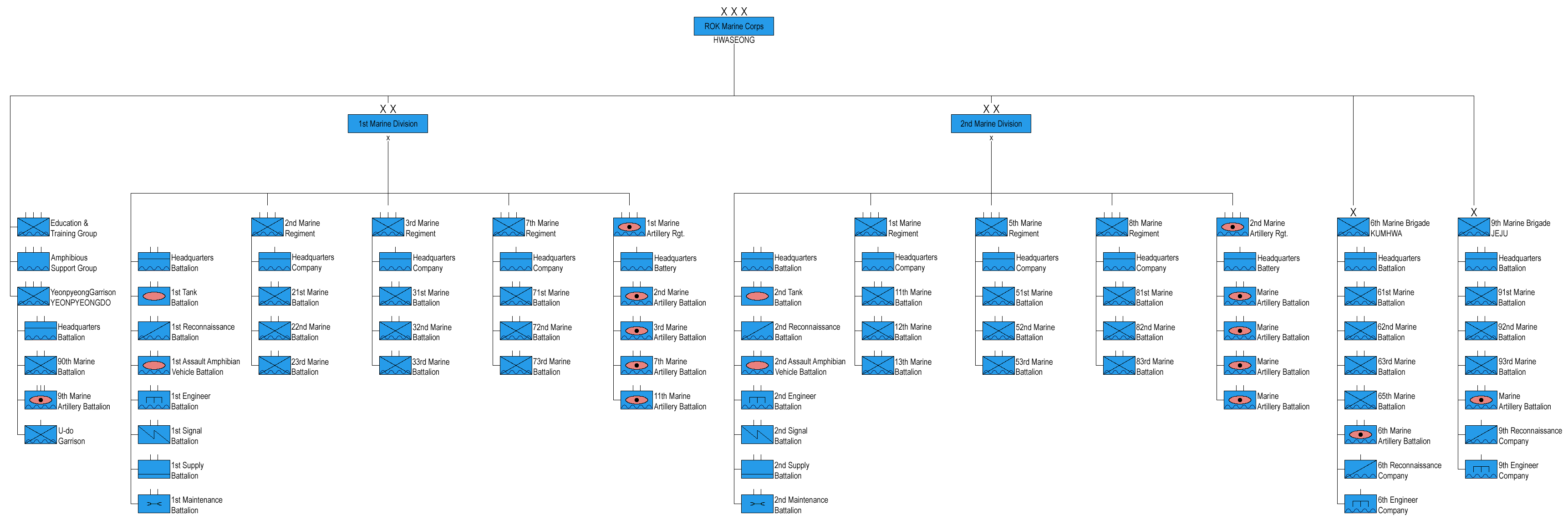
大韓民國海軍陸戰隊架構圖

韓國海軍陸戰隊的兩個師、兩個旅，分別為第1海軍陸戰師（海龍部隊；）、第2海軍陸戰師（青龍部隊；）、第6海軍陸戰旅（黑龍部隊；）及第9海軍陸戰旅（濟州部隊；）
- 海軍陸戰隊司令部（  ）

- 延坪部隊（연평부대，仁川市甕津郡）

- 第90營（90 대대）
- 第9砲兵營（9 포병 대대），配有K9式榴彈自走砲、K10彈藥補給車
- 隅島警備隊（우도경비대）

- 教育訓練團（교육훈련단，慶尚北道浦項市）
- 兩棲支援團（상륙지원단）
- 海軍陸戰隊航空團（ ，慶尚北道浦項市）

- 第1海軍陸戰師「海龍部隊」（慶尚北道浦項市）

- 第1兩棲突擊裝甲車營，備有KAAV7A1
- 第1搜索營
- 第1戰車營，配有K1主力戰車
- 第1支援營
- 第1工兵營

- 第2陸戰團
- 第3陸戰團
- 第7陸戰團
- 第1陸戰砲兵團，配有K55 SPH／KH179 TH

- 第2海軍陸戰師「青龍部隊」（京畿道金浦市）

- 第2戰車營，備有M48A3K
- 第2兩棲突擊裝甲車營，備有KAAV7A1
- 第2搜索營
- 第2工兵營
- 第2支援營

- 第1陸戰團
- 第5陸戰團
- 第8陸戰團
- 第2陸戰砲兵團，配有K55 SPH／KH179 TH

- 第6海軍陸戰旅「黑龍部隊」（仁川市白翎島）

- 第6搜索連（6 수색중대）
- 西海5島駐屯地（서해 5도 주둔지）

- 第9海軍陸戰旅「濟州部隊」（濟州特別自治道西歸浦市）

- 第91陸戰營（91해병대대）
- 第92陸戰營（92해병대대）
- 第93陸戰營（93해병대대）
- 砲兵營（포병대대）
- 快速反應營（신속대응대대）

## 軍階
| 中文軍階                 | 軍銜圖樣 | 韓語軍階及對應漢字 | 英文軍階 |
| ------------------------ | -------- | ------------------ | -------- |
| 將級軍官（장성／將星）   |          |                    |          |
| 中將                     |          | 중장／中將         |          |
| 少將                     |          | 소장／少將         |          |
| 准將                     |          | 준장／准將         |          |
| 校級軍官（영관／領官）   |          |                    |          |
| 上校                     |          | 대령／大領         |          |
| 中校                     |          | 중령／中領         |          |
| 少校                     |          | 소령／少領         |          |
| 尉級軍官（위관／尉官）   |          |                    |          |
| 上尉                     |          | 대위／大尉         |          |
| 中尉                     |          | 중위／中尉         |          |
| 少尉                     |          | 소위／少尉         |          |
| 準軍官（준사관／准士官） |          |                    |          |
| 准尉                     |          | 준위／准尉         |          |
| （부사관／副士官）       |          |                    |          |
| 元士                     |          | 원사／元士         |          |
| 上士                     |          | 상사／上士         |          |
| 中士                     |          | 중사／中士         |          |
| 下士                     |          | 하사／下士         |          |
| 士兵（병／兵）           |          |                    |          |
| 兵長                     |          | 병장／兵長         |          |
| 上等兵                   |          | 상병／上兵         |          |
| 一等兵                   |          | 일병／一兵         |          |
| 二等兵                   |          | 이병／二兵         |          |

## 更多圖片

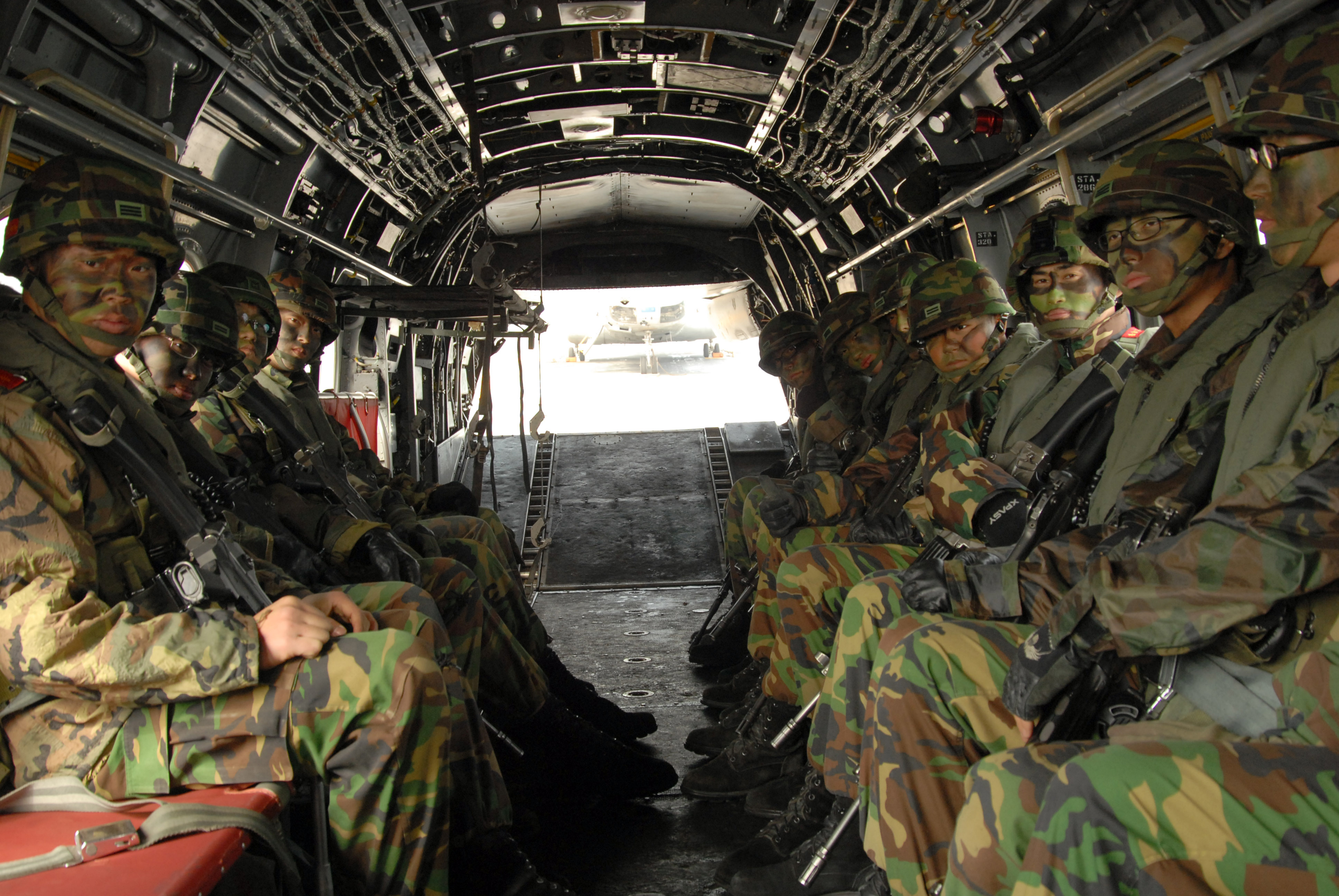
2007年鷂鷹演習中，韓國海軍陸戰隊員搭乘美軍CH-46海騎士直升機準備在萬里浦（만리포）海灘降落
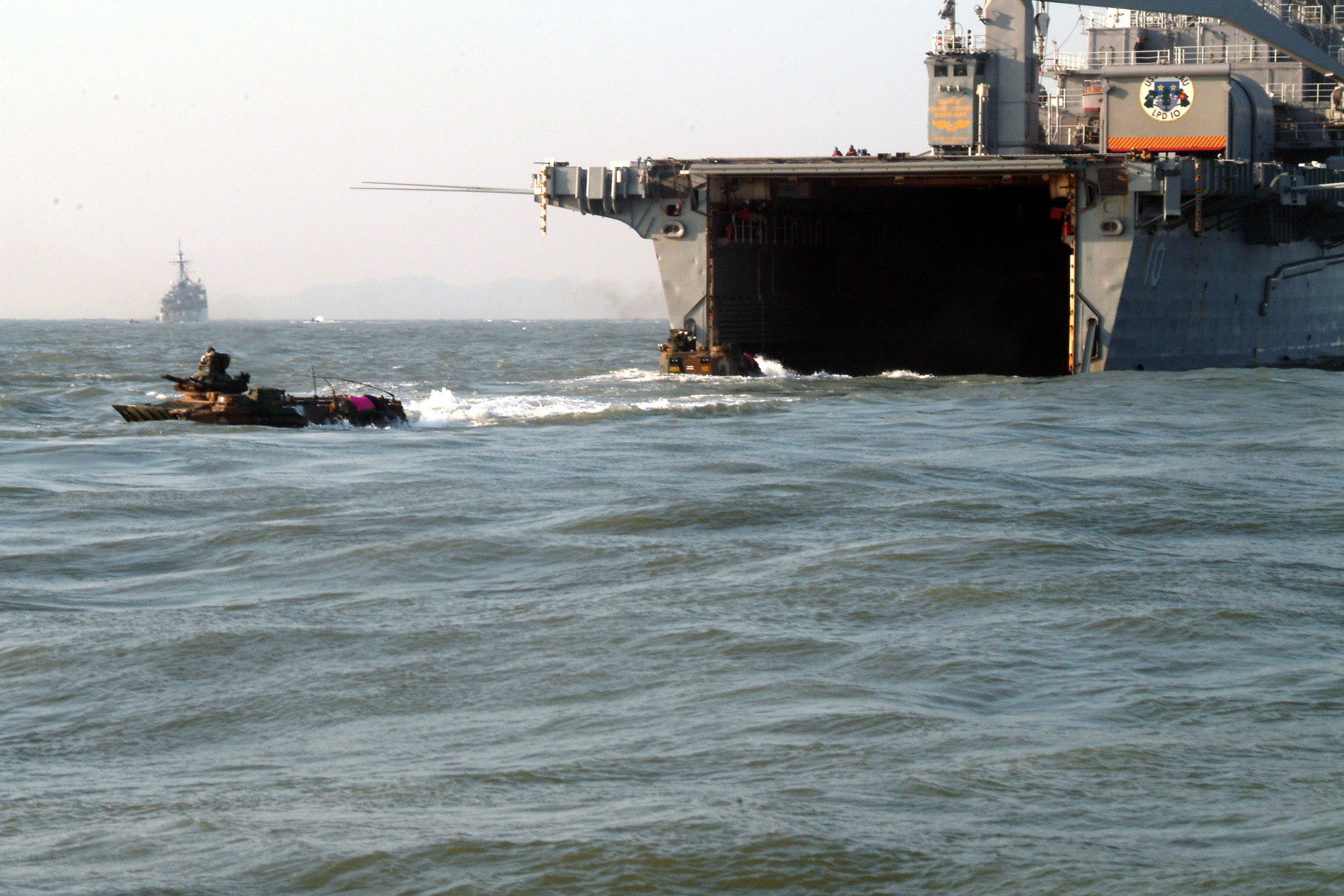
一輛韓國國軍的兩棲突擊載具在萬里浦灘附近的黃海駛離美國海軍朱諾號船塢登陸艦（英语：USS Juneau (LPD-10)），2006年鷂鷹演習
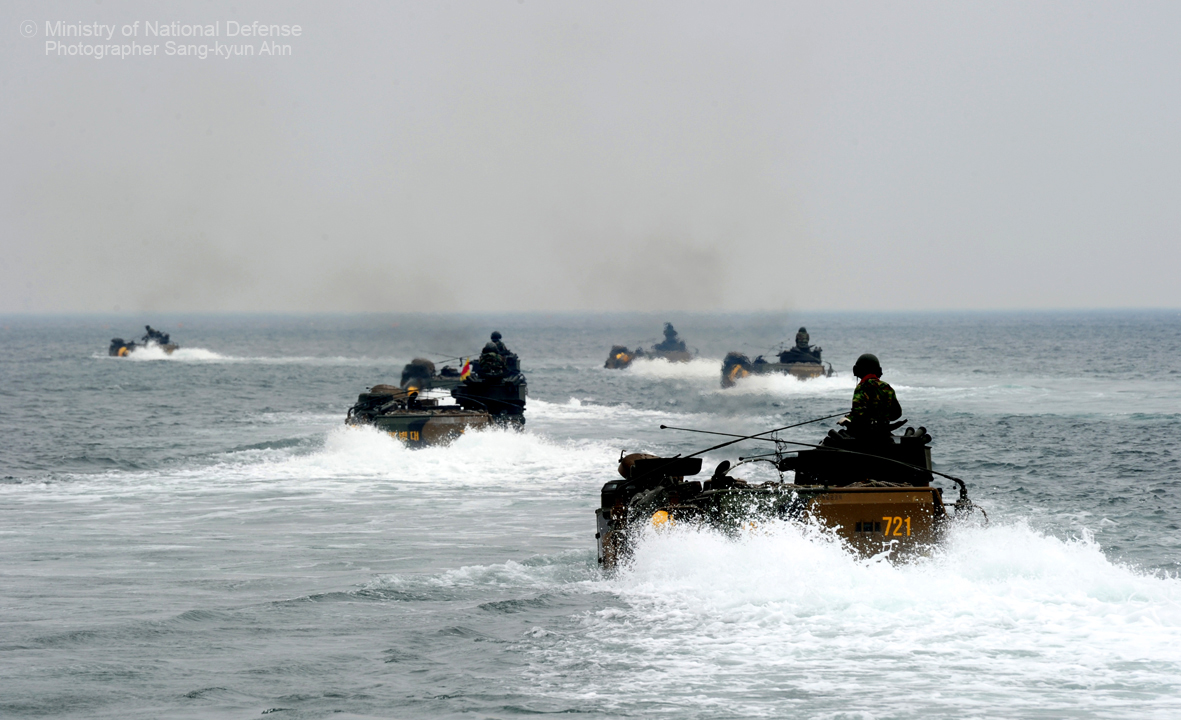
韓國海軍陸戰隊的兩棲突擊載具駛離朱諾號下水搶灘，2011年五月演習
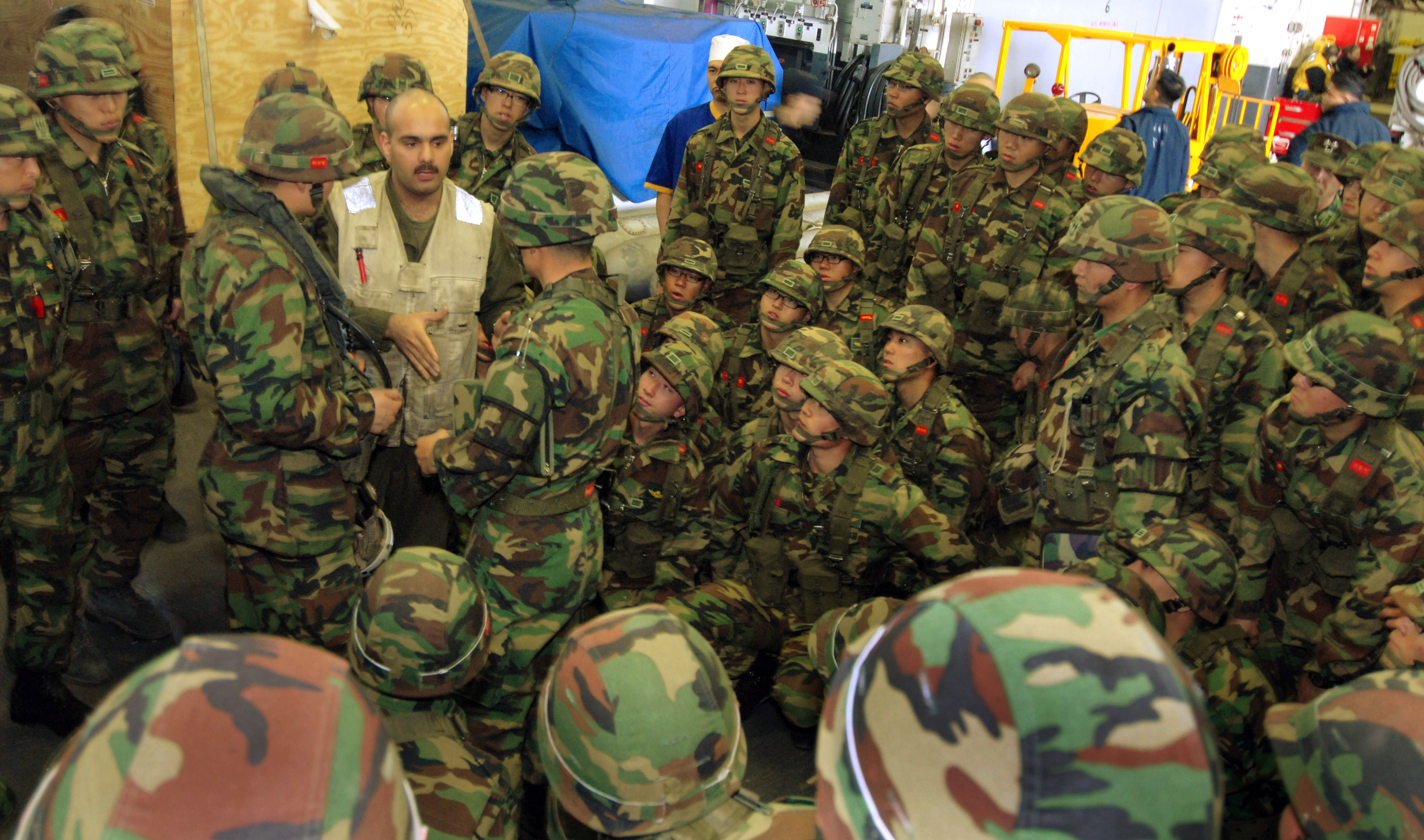
一名美國海軍陸戰隊的准下士向登上埃塞克斯號的韓國海軍陸戰隊員示範救生衣的穿法，2007年鷂鷹演習
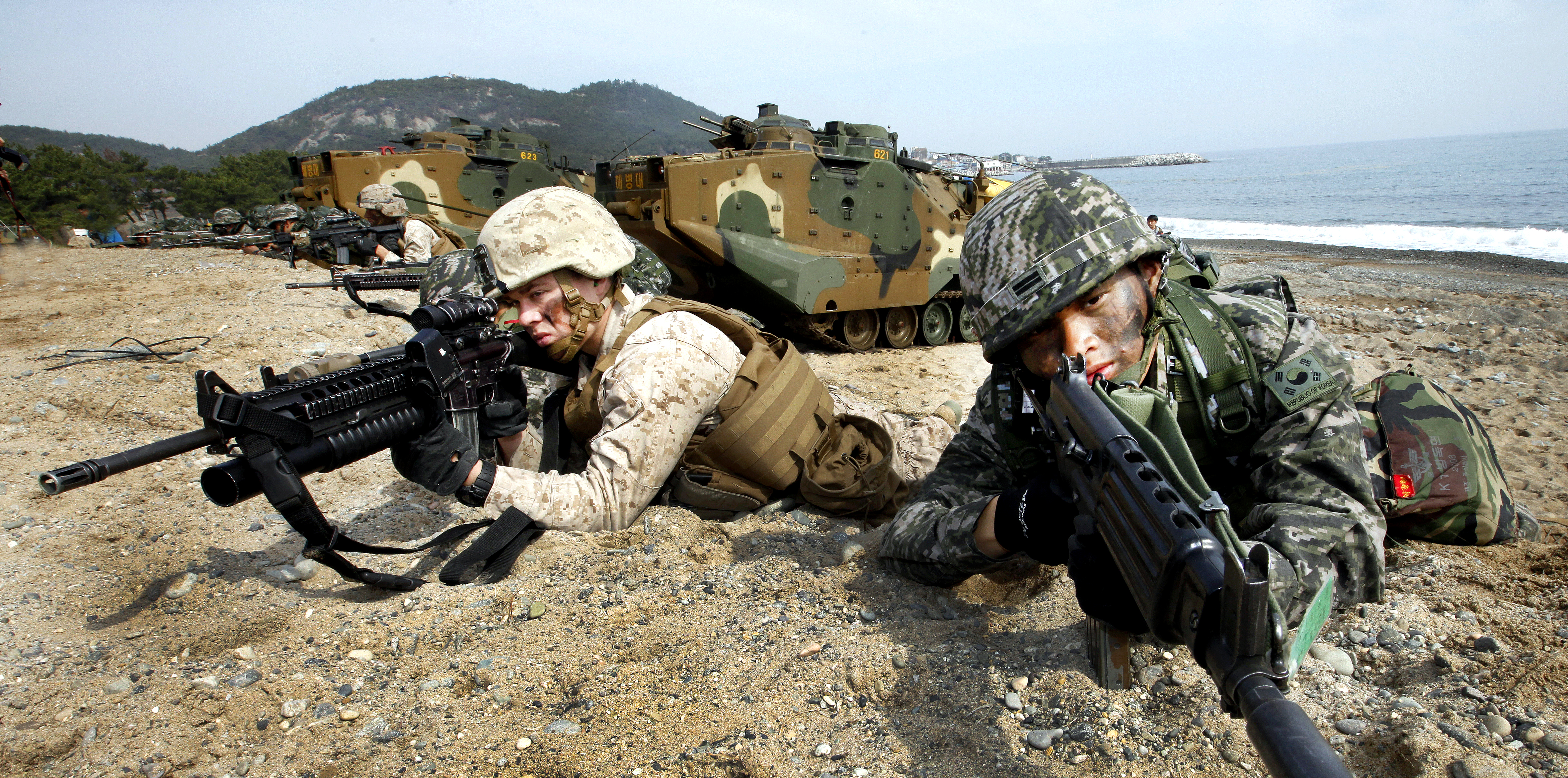
下车后兩棲突擊載具韓美兩國陸戰隊員守卫前，2014年鷂鷹演習

## 外部連結
- 大韓民國海軍陸戰隊官網 （页面存档备份，存于）
- 「全球安全網」（GlobalSecurity.org）介紹頁－韓國海軍陸戰隊 （页面存档备份，存于）
- https://web.archive.org/web/20051204064842/http://www.specialoperations.com/Foreign/South_Korea/Default2.html
- https://web.archive.org/web/20050901193213/http://orbat.com/site/history/historical/korea/rokinvietnam.html